# Jeanne Verstraete
 (décembre 2018).
Pour les articles homonymes, voir Verstraete.
Jeanne Verstraete, née Jeanne Albertina Pauline De Graef le 17 septembre 1912 à Anvers et morte le 11 octobre 2002 à Leeuwarden, est une actrice belgo-néerlandaise.

## Biographie
Issue d'une famille d'artiste, elle est la fille de l'acteur Jules Verstraete. Elle est la sœur cadette de l'actrice Mieke Verstraete puis la sœur aînée des acteurs Guus Verstraete et Bob Verstraete. Elle est la belle-sœur de l'acteur Richard Flink. Elle est l'épouse de l'acteur et écrivain Max Croiset. Elle est la mère des acteurs Hans Croiset  et Jules Croiset. Elle est la belle-mère de l'écrivaine Agaath Witteman.
Elle est la grand-mère des acteurs Vincent Croiset et Niels Croiset. Elle est la tante de l'acteur Coen Flink et Guus Verstraete jr..

## Filmographie
- 1936 : Merijntje Gijzen's Jeugd (nl)
- 1936 : Oranje Hein (nl)
- 1942 : De laatste dagen van een eiland (nl)
- 1956 : De weg naar het hart
- 1957 : Minna von Barnhelm of soldatengeluk
- 1957 : Voor donderdagavond twaalf uur Mylord
- 1958 : De gebroken kruik
- 1959 : Claudia
- 1959 : Het Concert
- 1959 : Redt een kind
- 1960 : Claudia en David
- 1960 : De Huzaren
- 1960 : De zaak M.P. (nl)
- 1961 : Zesde etage
- 1962 : De rode pullover
- 1962 : Struif
- 1962 : Vertrouwt u maar op mij
- 1963 : De kelk aan de lippen
- 1963 : Niets dan de waarheid
- 1963 : Geld te geef
- 1963-1964 : Flip de Tovenaarsleerling (nl)
- 1970 : De klop op de deur (nl)
- 1970 : De kleine waarheid (nl)
- 1974 : Het huis aan de gracht
- 1975 : Heb medelij, Jet! (nl)
- 1977 : De wonderbaarlijke avonturen van Professor Vreemdeling
- 1978-1980 : Dagboek van een herdershond (nl)
- 1982 : Armoede
- 1983 : De Weg (nl)
- 1985 :  Kun je me zeggen waar ik woon?
- 1985-1986 : De Appelgaard (nl)
- 1987 : Geschenk uit de hemel
- 1989 : Rust roest (nl)